# Dolly Dagger
Dolly Dagger è un brano musicale scritto e registrato da Jimi Hendrix.
Venne pubblicato postumo negli Stati Uniti il 23 ottobre 1971 come singolo estratto dall'album Rainbow Bridge.
L'album venne pubblicato per volere del manager di Hendrix Mike Jeffery per tenere fede agli obblighi contrattuali stipulati con la Reprise Records prima della morte del chitarrista, che consistevano nel registrare un album per la colonna sonora del film Rainbow Bridge.
Per questa ragione furono utilizzate anche numerose tracce già pubblicate in precedenza sul disco The Cry of Love.
La canzone venne scritta da Hendrix con in mente una delle sue ragazze, la groupie Devon Wilson. 
Come lato B per il singolo fu scelta una versione realizzata in studio di The Star-Spangled Banner, tratta sempre dall'album Rainbow Bridge.

## Tracce singolo USA
1. Dolly Dagger - 4:45
2. The Star-Spangled Banner (Studio Version) (Francis Scott Key, John Stafford Smith, arr. Hendrix) - 4:07